# Bonetogastrura nivalis
Bonetogastrura nivalis är en urinsektsart som först beskrevs av Olga M. Martynova 1973.  Bonetogastrura nivalis ingår i släktet Bonetogastrura och familjen Hypogastruridae. Arten är reproducerande i Sverige. Inga underarter finns listade.